# Yvonneck
Yvonneck (* 26. Februar 1874 in Nantes; † 16. April 1929 in Paris) war ein französischer Chansonsänger und Filmschauspieler. Sein bürgerlicher Name war Arthur Jullion, auch die Varianten Arthur Victor Jullien, Arthur Jullian und Arthur Julian kommen vor.

## Leben
Der Offizierssohn besuchte die Kavallerieschule in Autun und war dann Soldat beim 25. Dragonerregiment in Tours. Er meldete sich nach Madagaskar, später hat er nach eigenen Angaben in China und Abessinien gedient. Nachdem er die Armee verlassen hatte, studierte er am Konservatorium in Nantes, wo er einen ersten Preis für „Gesang und Oper“ erhielt. Anfang des 20. Jahrhunderts begann er, in bretonischem Kostüm in den Café-concerts von Paris aufzutreten, zum ersten Mal im Théâtre des Capucines. Sein Repertoire umfasste vor allem Lieder des Chansonniers Théodore Botrel, aber auch von Léon Durocher und anderen. Als bretonischer Barde hatte er großen Erfolg. 1906 widmete L’Album Musical ihm eine ganze Ausgabe: Chansons de la mer (Chansons vom Meer), mit einem Vorwort von Léon Durocher. Er sang unter anderem auch L’Étendard de la Pitié, eine von Émile Wesly komponierte und von Durocher getextete Hymne auf das Rote Kreuz.
Der Sänger berichtet im Interview mit Maurice Hamel, dass Botrel ihn eines Tages aufgefordert habe, den Titel „Barde“ fallen zu lassen, da Barden zugleich als Urheber der gesungenen Werke betrachtet würden. Er solle sich stattdessen „Sänger“ (chanteur) nennen. Zudem habe Botrel ein ausdrückliches Verbot niedergeschrieben, bestimmte von ihm verfasste Chansons zu singen. Yvonneck fügte sich und schrieb seitdem einen Teil seiner Texte selbst.
Yvonneck nahm zumindest zwei Chansons auf Schallplatte auf, die die royalistische und antisemitische Action française und ihre Jugendorganisation Camelots du roi als Propaganda nutzten, nämlich La Gueuse („Die Bettlerin“, ein herabsetzender Ausdruck für die Dritte Französische Republik) und La France bouge („Frankreich bewegt sich“, ein „Kampfgesang der Camelots du roi“). Die Aufnahme für die APGA stand unter dem Motto „APGA pour l’Action française“.
Im Ersten Weltkrieg wurde Yvonneck zunächst zur Artillerie eingezogen. Er gab Konzerte für die Soldaten, später vor allem für die amerikanischen Truppen. Nach dem Krieg fand er als Schauspieler Zugang zu der sich eben entwickelnden Filmindustrie und spielte in einer Reihe renommierter Filme mit. Sein Debüt war 1924 La Galérie des Monstres von Jaque Catelain, seine bekannteste Rolle war 1928 der Nonacourt in Un chapeau de paille d’Italie (deutscher Titel: Der Florentiner Hut) von René Clair.
Anfang 1929 zog sich Yvonneck eine Verletzung oder Krankheit zu (die Nachrufe gehen auseinander, es ist von einer Lähmung der Beine, aber auch von einem Beinbruch die Rede). Er befürchtete, keine Filmrollen mehr zu erhalten und seiner Familie zur Last zu fallen; zudem soll das Leiden sehr schmerzhaft gewesen sein. Dies war wohl der Grund, warum er sich am 16. April 1929 vom Balkon seiner Wohnung im fünften Stock stürzte.

## Äußeres Erscheinungsbild
Yvonneck war ein großer, kräftiger Mann. Beim Fest der Künstler aus den Café-Concerts in Paris gewann er 1908 im Vélodrome Buffalo den Lauf für Künstler ab 100 Kilogramm Körpergewicht. In der Sportillustrierten La Vie au grand air findet man ein Streckenfoto mit Yvonneck an der Spitze.
Mehrere Fotos von Yvonneck in seiner bretonischen Auftrittskleidung sind in Publikationen und im Internet verfügbar. So findet sich ein Brustbild Yvonnecks auf dem Titelblatt des Chansons Complainte du Chalutier (deutsch: „Fischers Klage“) von 1914. Maurice Hamels Artikel Yvonneck, chanteur breton von 1924 enthält sogar ein Ganzkörperbild, auf dem die Tracht und insbesondere der breite bretonische Gürtel gut zu erkennen ist. Laut Jean-Louis Debauve finden sich sechs weitere Fotos in einem Bericht der Revue Paris qui chante vom 25. Juni 1905.

## Wissensstand
Über Yvonneck ist wenig bekannt. Jean-Louis Debauve hat für seine kurze Darstellung zwei Quellen ausgewertet: die Revue Paris qui chante vom 25. Juni 1905 sowie einen Artikel in der Pariser Illustrierten Comœdia vom 28. Oktober 1924, den Maurice Hamel verfasst hat. Hamels Artikel ist mittlerweile über Gallica verfügbar.